# Deutsche Nordische Skimeisterschaften 1992
Die Deutschen Nordischen Skimeisterschaften 1992 fanden vom 20. bis zum 26. Februar im thüringischen Oberhof sowie am 21. und 22. März im bayerischen Bodenmais statt. Anstelle von Oberhof war eigentlich Braunlage als Austragungsort vorgesehen, doch wurde eine kurzfristige Verlegung notwendig. Die Meisterschaften standen im Schatten der teilweise noch parallel stattfindenden Olympischen Winterspiele in Albertville. Der Thüringer Skiverband war mit sechs gewonnenen Titel am erfolgreichsten. Am ersten Teil der Meisterschaften in Oberhof nahmen 220 Sportlerinnen und Sportler teil.

## Skilanglauf

### Frauen

#### 10km Freistil
| Platz | Name         | Verein                | Zeit (h)  |
| ----- | ------------ | --------------------- | --------- |
| 01    | Gabriele Heß | WSV Oberhof           | 0:29:18,6 |
| 02    | Simone Opitz | SC Motor Zella-Mehlis | 0:29:42,1 |
| 03    | Katrin Apel  | WSV Oberhof           | 0:29:49,6 |

Datum: Dienstag, 25. Februar 1992

#### 15km klassisch
| Platz | Name             | Verein                | Zeit (h)  |
| ----- | ---------------- | --------------------- | --------- |
| 01    | Manuela Oschmann | SC Motor Zella-Mehlis | 0:47:37,3 |
| 02    | Claudia Bonsack  | WSV Oberhof           | 0:49:39,9 |
| 03    | Kerstin Gehring  | SC Motor Zella-Mehlis | 0:50:13,1 |
| 04    | Heike Dickel     | SC Girkhausen         | 0:50:43,8 |
| 05    | Ina Göhler       | Oberwiesenthaler SV   | 0:51:24,8 |
| 06    | Anette Ammann    | SZ Leutkirch          | 0:51:36,6 |

Datum: Februar 1992

#### 30km Freistil
| Platz | Name             | Verein                | Zeit (h)  |
| ----- | ---------------- | --------------------- | --------- |
| 01    | Ina Kümmel       | Oberwiesenthaler SV   | 1:27:57,4 |
| 02    | Ina Göhler       | Oberwiesenthaler SV   | 1:27:57,9 |
| 03    | Manuela Oschmann | SC Motor Zella-Mehlis | 1:29:51,6 |

Datum: Sonntag, 22. März 1992
Im Zielsprint gewann Ina Kümmel mit fünf Zehntelsekunden Vorsprung auf Teamkollegin Ina Göhler den Meistertitel über 30 Kilometer Freistil.

#### Vereinsstaffel
| Platz | Namen | Verein                | Zeit (h) |
| ----- | ----- | --------------------- | -------- |
| 01    |       | SC Motor Zella-Mehlis |          |
| 02    |       |                       |          |
| 03    |       |                       |          |

Datum: Samstag, 21. März 1992
Modus: 3 × 5 km

#### Verbandsstaffel
| Platz | Namen                                                      | Verband            | Zeit (h)  |
| ----- | ---------------------------------------------------------- | ------------------ | --------- |
| 01    | Manuela Oschmann Claudia Bonsack Gabriele Heß Simone Opitz | TSV I (Thüringen)  | 1:00:33,7 |
| 02    | Ina Göhler Heike Wezel Ina Kümmel Schulze                  | SVSa I (Sachsen)   | 1:01:09,1 |
| 03    | Katrin Apel Manuela Henkel Steffi Kindt Constanze Blum     | TSV II (Thüringen) | 1:03:07,0 |

Datum: Mittwoch, 26. Februar 1992

Weitere Platzierungen:

4. Platz: SVS (Schwarzwald) (1:03:50,3 h)

5. Platz: WSV (Nordrhein-Westfalen) (1:04:20,0 h)

6. Platz: SSV I (Schwaben) (1:05:33,6 h)

Modus: 4×5 km

### Männer

#### 15km Freistil
| Platz | Name           | Verein                | Zeit (h)  |
| ----- | -------------- | --------------------- | --------- |
| 01    | Holger Bauroth | SCMK Hirschau         | 0:39:37,3 |
| 02    | Jan Fiedler    | Oberwiesenthaler SV   | 0:39:59,5 |
| 03    | Udo Dannhauer  | SC Motor Zella-Mehlis | 0:40:10,6 |

Datum: Dienstag, 25. Februar 1992

#### 30km klassisch
| Platz | Name          | Verein                | Zeit (h)  |
| ----- | ------------- | --------------------- | --------- |
| 01    | Jan Fiedler   | Oberwiesenthaler SV   | 1:25:54,5 |
| 02    | Jens Lautner  | SC Annaberg           | 1:26:35,8 |
| 03    | Jochen Behle  | SCMK Hirschau         | 1:27:03,6 |
| 04    | Janko Neuber  | Oberwiesenthaler SV   | 1:27:43,1 |
| 05    | Uwe Bellmann  | SCMK Hirschau         | 1:28:12,5 |
| 06    | Udo Dannhauer | SC Motor Zella-Mehlis | 1:28:21,7 |

Datum: Februar 1992

#### 50km
| Platz | Name                  | Verein           | Zeit (h)  |
| ----- | --------------------- | ---------------- | --------- |
| 01    | Johann Mühlegg        | SC Marktoberdorf | 2:10:54,6 |
| 02    | Torald Rein           | WSV Oberhof      | 2:12:07,4 |
| 03    | Peter Schlickenrieder | SC Schliersee    | 2:12:52,5 |

Datum: Sonntag, 22. März 1992
Teilnehmer: 75 Athleten

#### Vereinsstaffel
| Platz | Namen                                              | Verein               | Zeit (h) |
| ----- | -------------------------------------------------- | -------------------- | -------- |
| 01    | Uwe Bellmann Jochen Behle M. Heynen Holger Bauroth | SCMK Hirschau        |          |
| 02    |                                                    | Oberwiesenthaler SV  |          |
| 03    |                                                    | SC Hochvogel München |          |

Datum: Samstag, 21. März 1992
Modus: 4 × 10 km

#### Verbandsstaffel
| Platz | Namen                                                   | Verband           | Zeit (h)  |
| ----- | ------------------------------------------------------- | ----------------- | --------- |
| 01    | Uwe Bellmann Jochen Behle Stefan Dotzler Holger Bauroth | BSV I (Bayern)    | 1:47:46,0 |
| 02    | Jens Lautner Bertram Seidel Janko Neuber Jan Fiedler    | SVSa I (Sachsen)  | 1:47:46,0 |
| 03    | Steffen Pollack Torald Rein Udo Dannhauer Marek Rein    | TSV I (Thüringen) | 1:49:55,6 |

Datum: Mittwoch, 26. Februar 1992

Weitere Platzierungen:

4. Platz: BSV II (Bayern) (1:50:53,6 h)

5. Platz: TSV II (Thüringen) (1:53:30,9 h)

6. Platz: SVS I (Schwarzwald) (1:53:36,8 h)

Modus: 4 × 10 km

## Nordische Kombination

### Gundersen Einzel
| Platz | Name            | Ort            | Gesamtpunkte |
| ----- | --------------- | -------------- | ------------ |
| 01    | Jens Deimel     | SK Winterberg  |              |
| 02    | Hans-Peter Pohl | SC Schonach    |              |
| 03    | Thomas Abratis  | SV Klingenthal |              |

Datum: Freitag, 21. Februar 1992
Der Winterberger Jens Deimel gewann seinen ersten Meistertitel in der Nordischen Kombination vor dem favorisierten Hans-Peter Pohl.

### Teamsprint
| Platz | Namen                            | Verband             | Zeit        |
| ----- | -------------------------------- | ------------------- | ----------- |
| 01    | Thomas Abratis Enrico Franke     | SVSa (Sachsen)      | 46:58,3 min |
| 02    | Falk Weber Wagner                | TSV I (Thüringen)   | 47:14,9 min |
| 03    | Jens Pilson Tino Feix            | TSV II (Thüringen)  | 48:01,3 min |
| 04    | Nico Reichenberger Thomas Müller | BSV (Bayern)        | 48:55,0 min |
| 05    | Achim Hertfelder Roland Braun    | SSV (Schwaben)      | 49:05,4 min |
| 06    | Falk Hauptmann Enrico Heisig     | TSV III (Thüringen) | 49:31,5 min |

Datum: Februar 1992

Den 15 × 1-km-Teamsprint gewann das sächsische Team um Abratis und Franke.

## Skispringen

### Normalschanze
| Platz | Name             | Verein           | Weite 1 | Weite 2 | Punkte |
| ----- | ---------------- | ---------------- | ------- | ------- | ------ |
| 01    | Ralph Gebstedt   | WSV Oberhof      | 087,0 m | 093,0 m | 227,5  |
| 02    | Dieter Thoma     | SC Hinterzarten  | 079,0 m | 089,5 m | 200,6  |
|       | Roland Braun     | SV Baiersbronn   |         |         | 200,6  |
| 04    | Christof Duffner | SC Schönwald     |         |         | 200,2  |
| 05    | Andreas Scherer  | SV Rohrhardsberg |         |         | 198,8  |
| 06    | Andreas Bauer    | SC Oberstdorf    |         |         | 198,6  |

Datum: Februar 1992

### Großschanze
| Platz | Name             | Verein              | Weite 1 | Weite 2 | Punkte |
| ----- | ---------------- | ------------------- | ------- | ------- | ------ |
| 01    | Ralph Gebstedt   | WSV Oberhof         | 112,5 m | 127,0 m | 224,8  |
| 02    | Andreas Scherer  | SV Rohrhardsberg    | 113,0 m | 113,0 m | 201,4  |
| 03    | Christof Duffner | SC Schönwald        | 120,0 m | 100,0 m | 190,5  |
| 04    | Jens Weißflog    | Oberwiesenthaler SV | 098,0 m | 112,5 m | 182,4  |
| 05    | Dieter Thoma     | SC Hinterzarten     | 097,0 m | 113,0 m | 174,0  |
| 06    | Andreas Bauer    | SC Oberstdorf       | 113,0 m | 087,0 m | 151,3  |

Datum: Februar 1992
Der neue deutscher Meister Ralph Gebstedt stellte mit seinem zweiten Sprung auf 127 Meter den Schanzenrekord des Österreichers Andreas Felder ein.

### Team
| Platz | Namen                                                              | Verband             | Punkte |
| ----- | ------------------------------------------------------------------ | ------------------- | ------ |
| 01    | Dieter Thoma Christof Duffner Andreas Scherer Timo Wangler         | SVS I (Schwarzwald) | 601,8  |
| 02    | Jörg Pietschmann Ronny Hornschuh Jens Greiner-Hiero Ralph Gebstedt | TSV I (Thüringen)   | 561,2  |
| 03    | Anton Thaumüller Helmut Wegscheider Josef Heumann Andreas Bauer    | BSV (Bayern)        | 557,1  |

Datum: Februar 1992
Das Teamspringen von der Normalschanze gewann der Skiverband Schwarzwald um Spitzenathlet Dieter Thoma.

## Zeitungsartikel und Weblinks
- Namen • Zahlen • Siege – Ski Nordisch, Hamburger Abendblatt, Ausgabe Nr. 46 vom Montag, dem 24. Februar 1992, Seite 18.[1]
- Beide Sprungtitel an Ralph Gebstedt, Berliner Zeitung, Ausgabe Nr. 46 vom Montag, dem 24. Februar 1992, Seite 19.[2]
- Ergebnisse – Ski Nordisch, HA, Ausgabe Nr. 48 vom Mittwoch, dem 26. Februar 1992, Seite 32.[3]
- Olympiateilnehmer bei Meisterschaft vorn, BZ, Ausgabe Nr. 48 vom Mittwoch, dem 26. Februar 1992, Seite 25.[4]
- Ergebnisse – Ski Nordisch, HA, Ausgabe Nr. 49 vom Donnerstag, dem 27. Februar 1992, Seite 23.[5]
- Ohne Glanz, Neue Zeit, Ausgabe Nr. 49 vom Donnerstag, dem 27. Februar 1992, Seite 16.[6]
- Sport in Zahlen – Skisport, BZ, Ausgabe Nr. 49 vom Donnerstag, dem 27. Februar 1992, Seite 26.[7]
- Thüringer mit Heimvorteil, NZ, Ausgabe Nr. 50 vom Freitag, dem 28. Februar 1992, Seite 15.[8]
- Letzte Ski-Titel an Mühlegg und Kümmel, BZ, Ausgabe Nr. 70 vom Montag, dem 22. März 1992, Seite 21.[9]
- Kurz notiert – Ski Nordisch, NZ, Ausgabe Nr. 70 vom Montag, dem 22. März 1992, Seite 16.[10]
- Skilanglauf - Deutsche Meisterschaften (Herren) auf sport-komplett.de.
- Nordische Kombination - Deutsche Meisterschaften auf sport-komplett.de.